# Assiculus punctatus
 Assiculus punctatus  ist eine Fischart aus der Familie der Zwergbarsche (Pseudochromidae), die an der Küste des nordwestlichen und nördlichen Australien von Shark Bay bis zum Golf von Carpentaria vorkommt.

## Merkmale
Assiculus punctatus wird 8 cm lang und hat einen mäßig hochrückigen Körper. An der höchsten Stelle zwischen dem Anfang der Rückenflosse und den Bauchflossen beträgt die Körperhöhe 29 bis 34 % der Standardlänge. Die Fische sind dunkelgrau bis grau oder braun bis olivfarben gefärbt; die Kopfunterseite und der Bauch sind manchmal rotbraun oder leuchtend gelb. Auf Kopf und Rumpf zeigen sich leuchtend blaue Punkte; auf Rücken-, After-, Schwanz- und Bauchflossen leuchtend blaue Punkte oder Streifen. Die Brustflossen sind transparent.
- Flossenformel: Dorsale III/22-24, Anale III/12-14, Pectorale 15-18, Ventrale I/5, Caudale 4-5/9/8/4-5.

Die meisten Weichstrahlen in Rücken- und Afterflosse sind unverzweigt aber segmentiert. Die Schwanzflosse ist abgerundet. Zwischen Hinterhaupt und Rückenflosse liegen zwei Supraneuralia (Prädorsalknochen), manchmal noch ein dritter nur rudimentär ausgebildeter. Die Seitenlinie ist unterbrochen. Der vordere Abschnitt beginnt hinter dem Kiemendeckel und erstreckt sich über 33 bis 43 (meist 36 bis 40) Schuppen mit Poren. Der auf dem Schwanzstiel liegende Teil umfasst 6 bis 9 (seltener 5 oder 10) porige Schuppen. Rund um den Schwanzstiel zählt man 17 bis 21 Schuppen, normalerweise 19 oder 20. Die Anzahl der Wirbel liegt bei 28 oder 29(11+17(18)). Die Unterlippe ist an der Symphyse nicht unterbrochen. Die zickzackförmig angeordneten Gaumenzähne sind relativ groß. Auf dem ersten Kiemenbogen sitzen 13 bis 17 Kiemenrechen, 4 bis 6 auf dem oberen Ast und 9 bis 11 auf dem unteren.

## Lebensweise
Assiculus punctatus lebt küstennah, sehr versteckt in relativ schlammigen Gewässern mit Seegrasbewuchs und in Riffen aus erodiertem Kalkstein und kommt bis in Wassertiefen von 30 Metern vor.